# San Luis de la Reina
San Luis de la Reina è un comune del dipartimento di San Miguel, in El Salvador.